# Az Északi terület közigazgatási egységei

Az Északi terület fekvése Ausztráliában

Az Északi terület ausztrál szövetségi terület közigazgatásilag 2008 óta 17 önkormányzattal rendelkező alapfokú közigazgatási területre (Local Government Areas, LGA) („község”) oszlik. Ezeknek a közigazgatási egységeknek a helyi neve általában „tanács” (council). Az Északi terület fővárosa Darwin.
Az Északi terület egyik történelmi régiója az Arnhem-föld (Arnhem Land). Ennek közigazgatási szerepe már nincs, de neve történelmi tájként fennmaradt.

## Az Északi terület önkormányzatai
| Önkormányzat neve                                 | Székhely      | Típus               | Alapítás            | Terület (km²) | Népesség (fő, 2011) | Népesség (fő, 2016) | Megjegyzés |
| ------------------------------------------------- | ------------- | ------------------- | ------------------- | ------------- | ------------------- | ------------------- | --- |
| Alice Springs városi tanács                       | Alice Springs | község              | 1971. július 1.     | 327           | 25 186              | 24 753              | |
| Alyangula                                         | Alyangula     | unincorporated area | 1960-as évek        | 2             | 986                 | 873                 | |
| Barkly regionális tanács                          | Tennant Creek | régió               | 2008. július 1.     | 322 514       | 6 823               | 6 655               | |
| Belyuen közösségi önkormányzati tanács            | Belyuen       | shire               | 2008. július 1.     | 41            | 181                 | 164                 | |
| Coomalie közösségi önkormányzati tanács           | Batchelor     | shire               | 1990 december 7.    | 1 500         | 1 106               | 1 319               | |
| Darwin város                                      | Darwin        | city                | 1959 (városként)    | 112           | 72 930              | 78 804              | - Darwin városi és körzeti tanácsa, alapítva 1874-ben - Darwin városi tanács, alapítva 1915-ben - Darwin község, alapítva 1955-ben - Darwin város, alapítva 1959-ben |
| Darwin Rates Act Area (East Arm)                  |               | unincorporated area |                     | 52            |                     |                     | |
| Katherine városi tanács                           | Katherine     | község              | 1978. március 3.    | 7 421         | 9 187               | 9 717               | |
| Kelet-Arnhem (East Arnhem) regionális tanács      | Nhulunbuy     | régió               | 2008. július 1.     | 33 302        | 9 098               | 9 026               | |
| Közép-sivatagi (Central Desert) regionális tanács | Alice Springs | régió               | 2008. július 1.     | 282 090       | 3 720               | 3 677               | |
| Litchfieldi tanács                                | Freds Pass    | község              | 1985. szeptember 6. | 2 914         | 18 994              | 23 855              | |
| MacDonnell regionális tanács                      | Alice Springs | régió               | 2008. július 1.     | 268 784       | 5 831               | 6 029               | |
| Nhulunbuy Corporation                             | Nhulunbuy     | unincorporated area |                     | 7             | 4 072               | 3 240               | |
| Nyugat-Arnhem (West Arnhem) regionális tanács     | Jabiru        | régió               | 2008. július 1.     | 49 698        | 6 232               | 6 188               | |
| Nyugat-Daly (West Daly) regionális tanács         | Wadeye        | régió               | 2014. július 1.     | 14 070        |                     | 3 166               | a Victoria Daly regionális tanács része 2008–2014 között |
| Palmerston város                                  | Palmerston    | city                | 2000 (mint város)   | 53            | 27 703              | 33 786              | |
| Roper Gulf regionális tanács                      | Katherine     | régió               | 2008. július 1.     | 185 176       | 6 121               | 6 505               | |
| Tiwi-szigetek (Tiwi Islands) regionális tanács    | Darwin        | régió               | 2008. július 1.     | 7 501         | 2 580               | 2 453               | |
| Unincorporated Top End régió (Finnis-Mary)        |               | unincorporated area |                     | 19 263        |                     |                     | |
| Victoria Daly regionális tanács                   | Katherine     | régió               | 2008. július 1.     | 153 287       | 5 924               | 2 810               | 2014-ben váltak szét Victoria Daly és Nyugat-Daly regionális tanácsai                                                                                                |
| Wagait shire tanácsa                              | Wagait Beach  | shire               | 2008. július 1.     | 6             | 369                 | 463                 | Korábban a Cox-félsziget közösségi önkormányzat tanácsa, alapítva 1995. április 28-án                                                                                |
| Yulara                                            | Yulara        | unincorporated area |                     | 103           | 986                 | 1 099               | |

## Települések és azok irányítószámai

Az Északi terület önkormányzatai 2008. július 1. óta

- Alawa 0810
- Ali Curung 0872
- Alice Springs
  - Alice Springs 0870 (26,188)
  - Alice Springs 0871 (26,188)
  - Alice Springs 0872 (26,188)
- Alyangula 0885 (1,289)
- Angurugu 0822
- Anula 0812
- Archer 0830
- Areyonga 0872
- Bagot 0820
- Bakewell 0832
- Barrow Creek 0872
- Batchelor 0845
- Bellamack 0832
- Berrimah 0828
- Berry Springs 0838
- Borroloola 0854
- Brinkin 0810
- Casuarina 0810
- Casuarina 0811
- Charles Darwin University 0815
- Coconut Grove 0810
- Coonawarra 0820
- Croker Island 0822
- Daly River 0822
- Daly Waters 0852
- Darwin
  - Darwin 0800 (93,080)
  - Darwin General Post Office 0801
  - Darwin Mail Centre 0822
- Delissaville 0822
- Driver 0830
- Dundee Beach 0840
- East Point 0820
- Elliott 0862
- Fannie Bay 0820
- Farrar 0830
- Finke 0872
- Galiwinku 0822
- Goulbourn Island 0822
- Gray 0830
- Gunn 0832
- Haasts Bluff 0872
- Hermannsburg 0872
- Howard Springs 0835
- Humpty Doo 0836
- Jabiru 0886
- Jingili 0810
- Kaltukatjara 0872
- Karama 0812
- Katherine
  - Katherine 0850 (10,141)
  - Katherine 0851 (10,141)
  - Katherine 0852 (10,141)
- Kintore 0087
- Lajamanu 0852
- Larrakeyah 0820
- Larrimah 0852
- Leanyer 0812
- Lee Point 0810
- Ludmilla 0820
- Malak 0812
- Maningrida 0822
- Maranboy 0852
- Marlow Lagoon 0830
- Marrara 0812
- Mataranka 0852
- Milingimbi 0822
- Millner 0810
- Minjilang 0822
- Mitchell 0832
- Moil 0810
- Moulden 0830
- Nakara 0810
- Newcastle Waters 0862
- Nguiu 0822
- Ngukurr 0852
- Nhulunbuy
  - Nhulunbuy 0880 (3,202)
  - Nhulunbuy 0881 (3,202)
- Nightcliff
  - Nightcliff 0810
  - Nightcliff 0814
- Noonamah 0837
- Numbulwar 0852
- Oenpelli 0822
- Palmerston
  - Palmerston 0830 (2,500)
  - Palmerston 0831 (2,500)
- Papunya 0872
- Parap
  - Parap 0804
  - Parap 0820
- Pine Creek 0847
- Pinelands 0829
- Pularumpi 0822
- RAAF Base Tindal 0853
- Ramingining 0822
- Rapid Creek 0810
- Rosebery 0832
- Sanderson 0812
- Sanderson 0813
- Santa Teresa 0872
- Stuart Park 0820
- Tennant Creek 
  - Tennant Creek 0860 (3,889)
  - Tennant Creek 0861 (3,889)
  - Tennant Creek 0862 (3,889)
- The Gardens 0820
- The Narrows 0820
- Ti Tree 0872
- Tiwi 0810
- Umbakumba 0822
- Victoria River Downs 0852
- Wadeye 0822
- Wagaman 0810
- Wanguri 0810
- Warrego 0862
- Winnellie
  - Winnellie 0820
  - Winnellie 0821
  - Winnellie 0822
- Woodleigh Gardens 0812
- Woodroffe 0830
- Woolner 0820
- Wulagi 0812
- Yarrawonga 0830 (5,604)
- Yirrkala 0880
- Yuendumu 0872
- Yulara 0872